# چشم‌پوپی
چشم‌پوپی(نام علمی: Platysteiridae) نام یک تیره از راسته گنجشک‌سانان است.
این پرنده‌ها در بالای چشم خود پوپ (غبغبکی مانند تاج خروس) دارند.